# Gaggi
Gaggi település Olaszországban, Szicília régióban, Messina megyében. Lakosainak száma 3091 fő (2023. január 1.). Gaggi Castiglione di Sicilia, Mongiuffi Melia, Taormina, Castelmola és Graniti községekkel határos.

## Népesség
A település lakossága az elmúlt években az alábbi módon változott:
| Lakosok száma | 3240 | 3213 | 3091 |
|               | 2017 | 2018 | 2023 |